# Loudrefing
Loudrefing é uma comuna francesa na região administrativa de Grande Leste, no departamento de Mosela. Estende-se por uma área de 23 km². Em 2010 a comuna tinha 326 habitantes (densidade: 14,2 hab./km²).